# Muk
Muk is een soort van natuurlijke jelly uit de Koreaanse keuken. Het wordt gemaakt uit zetmeel van diverse plantaardige producten. Muk wordt meestal gegeten als bijgerecht, banchan of anju, gekruid met stukjes wortel, knoflook, sojasaus, sesam olie, chili poeder en/of sesam zaadjes. Het wordt dan aangeduid met muchim (무침), dus bijvoorbeeld dotorimuk muchim.
Vanwege de glibberige structuur is het moeilijk om muk met stokjes te eten. Het gebruik van een lepel is dan ook toegestaan.
Er zijn verschillende soorten muk en muk-gerechten:
- Dotorimuk, gemaakt van eikeltjes
- Memilmuk, gemaakt van boekweit
- Nokdumuk gemaakt van mungboon
- Hwangpomuk, gemaakt van mungboon, geel gekleurd met gardenia
- Tangpyeongchae, dun gesneden nokdumuk met groenten, rundvlees en zeewier.

## Dotorimuk
Dotorimuk is de oorspronkelijke muk en wanneer Koreanen niet specificeren over welke muk ze het hebben, bedoelen ze meestal dotorimuk. Eikels waren vanwege de ruime mate waarin eikenbomen aanwezig waren, altijd voorhanden en dus was het gemakkelijk om deze vorm van muk te maken. Tijdens de Koreaanse Oorlog werd dotorimuk veel gegeten en werd dus al snel geassocieerd met armoede. Mensen aten later dus liever de van boekweit gemaakt memilmuk. Recentelijk is dotorimuk in opmars als health food